# Női 10 méteres toronyugrás a 2016-os úszó-Európa-bajnokságon
A 2016-os úszó-Európa-bajnokságon a női 10 méteres toronyugrás versenyszámának selejtezőjét május 13-án délután, a döntőjét pedig este rendezték meg a London Aquatics Centreben.

## Versenynaptár
Az időpontok helyi idő szerint olvashatóak (GMT +00:00).
| Dátum                   | Időpont | Forduló   |
| ----------------------- | ------- | --------- |
| 2016. május 13., péntek | 12:30   | Selejtező |
| 2016. május 13., péntek | 19:30   | Döntő     |

## Eredmény
Zölddel kiemelve a döntőbe jutottak
| #  | Versenyző                | Ország                   | Selejtező | Selejtező | Döntő   | Döntő  |
| #  | Versenyző                | Ország                   | Rangsor   | Pontok    | Rangsor | Pontok |
| -- | ------------------------ | ------------------------ | --------- | --------- | ------- | ------ |
|    | Julija Prokopcsuk        | Ukrajna (UKR)            | 2         | 344,35    | 1       | 385,90 |
|    | Tonia Couch              | Egyesült Királyság (GBR) | 1         | 345,20    | 2       | 352,70 |
|    | Georgia Ward             | Egyesült Királyság (GBR) | 7         | 278,15    | 3       | 325,05 |
| 4  | Jekatyerina Petuhova     | Oroszország (RUS)        | 5         | 286,35    | 4       | 316,05 |
| 5  | Laura Marino             | Franciaország (FRA)      | 11        | 271,50    | 5       | 314,55 |
| 6  | Christina Wassen         | Németország (GER)        | 3         | 302,30    | 6       | 310,75 |
| 7  | Bátki Noémi              | Olaszország (ITA)        | 6         | 284,00    | 7       | 308,40 |
| 8  | Maria Kurjo              | Németország (GER)        | 4         | 294,55    | 8       | 294,85 |
| 9  | Celine van Duijn         | Hollandia (NED)          | 9         | 274,25    | 9       | 292,25 |
| 10 | Hanna Krasznoslik        | Ukrajna (UKR)            | 8         | 278,10    | 10      | 284,30 |
| 11 | Alaïs Kalonji            | Franciaország (FRA)      | 12        | 270,85    | 11      | 279,30 |
| 12 | Genevieve Green Angerame | Litvánia (LTU)           | 10        | 273,15    | 12      | 152,65 |
|    |                          |                          |           |           |         |        |
| 13 | Julija Tyimosinyina      | Oroszország (RUS)        | 13        | 262,70    |         |        |
| 14 | Mara Elena Aiacoboae     | Románia (ROU)            | 14        | 262,20    |         |        |
| 15 | Kormos Villő             | Magyarország (HUN)       | 15        | 253,10    |         |        |
| 16 | Ellen Ek                 | Svédország (SWE)         | 16        | 238,20    |         |        |
| 17 | Krystsina Sheshka        | Fehéroroszország (BLR)   | 17        | 220,80    |         |        |
| 18 | Reisinger Zsófia         | Magyarország (HUN)       | 18        | 207,80    |         |        |
| 19 | Anne Vilde Tuxen         | Norvégia (NOR)           | 19        | 203,75    |         |        |
| 20 | Isabelle Svantesson      | Svédország (SWE)         | 20        | 198,35    |         |        |